# Awdotja Mikhailova
M. Awdotja Mikhailova, född 1746, död 1807, var en rysk skådespelare och operasångerska. Hon tillhörde den första gruppen ryska skådespelare i den ryska teaterns historia, och var möjligen Rysslands första operasångerska. Hon sjöng även ryska folksånger. 